# Kopi susu (single)
Kopi susu is een single van de Nederlandse zangeres Sandra Reemer. Na een aantal Nederlandstalige liedjes vertolkte Reemer hier een volksliedje uit Maleisië en omstreken. Zowel A- als B-kant waren in 1962 ook al te horen, maar dan op een ep met vier liedjes, eveneens uitgebracht door Philips. 
Kopi susu (het platenlabel vermeldde geen componist) gaat over twee geliefden die bij elkaar horen als koffie (kopi) en melk (susu). Nona nona zamang sekarang (het platenlabel vermeldde Yussoff als componist) gaat over de moderne vrouwen (nona-nona) met hun korte rokjes in de jaren zestig.
Frans Kerkhof arrangeerde beide liedjes en gaf leiding aan het orkest.
Reemer had in Nederland en België geen hit met deze single.
Sandra Reemer

Al di là · Stille nacht, heilige nacht · 'k Zweef aan m'n ballonnetje · Gloria, gloria · Sluimer zacht · Singapura · Hoe leit dit kindeke · Mijn gitaar · Kopi susu · Als jij maar wacht · Een bos rozen · Heimwee · Mijn concert · Teddy song · Jij vergeet · Since you have gone · (I've got) A love like a rainbow · Simon Zealotes · Love me, honey · The party's over · Trust in me · This is your heartbeat · How little we know · Colorado · Nothing's gonna change · It hurts to be in love · America here I come · Indonesia · Get it on · Rien ne va plus · Fly like an angel · Gold · All out of love · Sleep with me tonight · Laughter in the rain · Goodnight, sweetheart, goodnight · Smoke gets in your eyes · La colegiala · For your love · He was the one · Love is cruel · Domenica · The last goodbye · Mensen zoals jij · Kom naar me toe · Alles wat ik wil · Een boom voor het leven · De mooiste droom is vogelvrij
Sandra en Andres

Storybook children · Somethin' in my heart · For the first time in my life · Reach for the moon · Let us pray together · Love is all around · Those words · Que je t'aime · Mary Madonna · Als het om de liefde gaat · Mama mia · Auntie · Aime-moi · Dzjing boem! · True love · You believed · Oh, nous sommes très amoureux
Dutch Divas

Work that body · From New York to L.A.